# John Lewis Krimmel
John Lewis Krimmel (Württemberg, 30 de mayo de 1786 - Germantown (Filadelfia), 15 de julio de 1821), a veces llamado «el Hogarth americano» fue un pintor estadounidense.

## Biografía
Nacido en Alemania, emigró a Filadelfia en 1809 y pronto se convirtió en miembro de la Pennsylvania Academy of the Fine Arts. Inicialmente estuvo influenciado por el escocés David Wilkie, el inglés William Hogarth y el estadounidense Benjamin West, Krimmel se especializó en escenas y acontecimientos de la vida cotidiana. Krimmel falleció en un accidente de natación a la edad de 35.

## Su obra

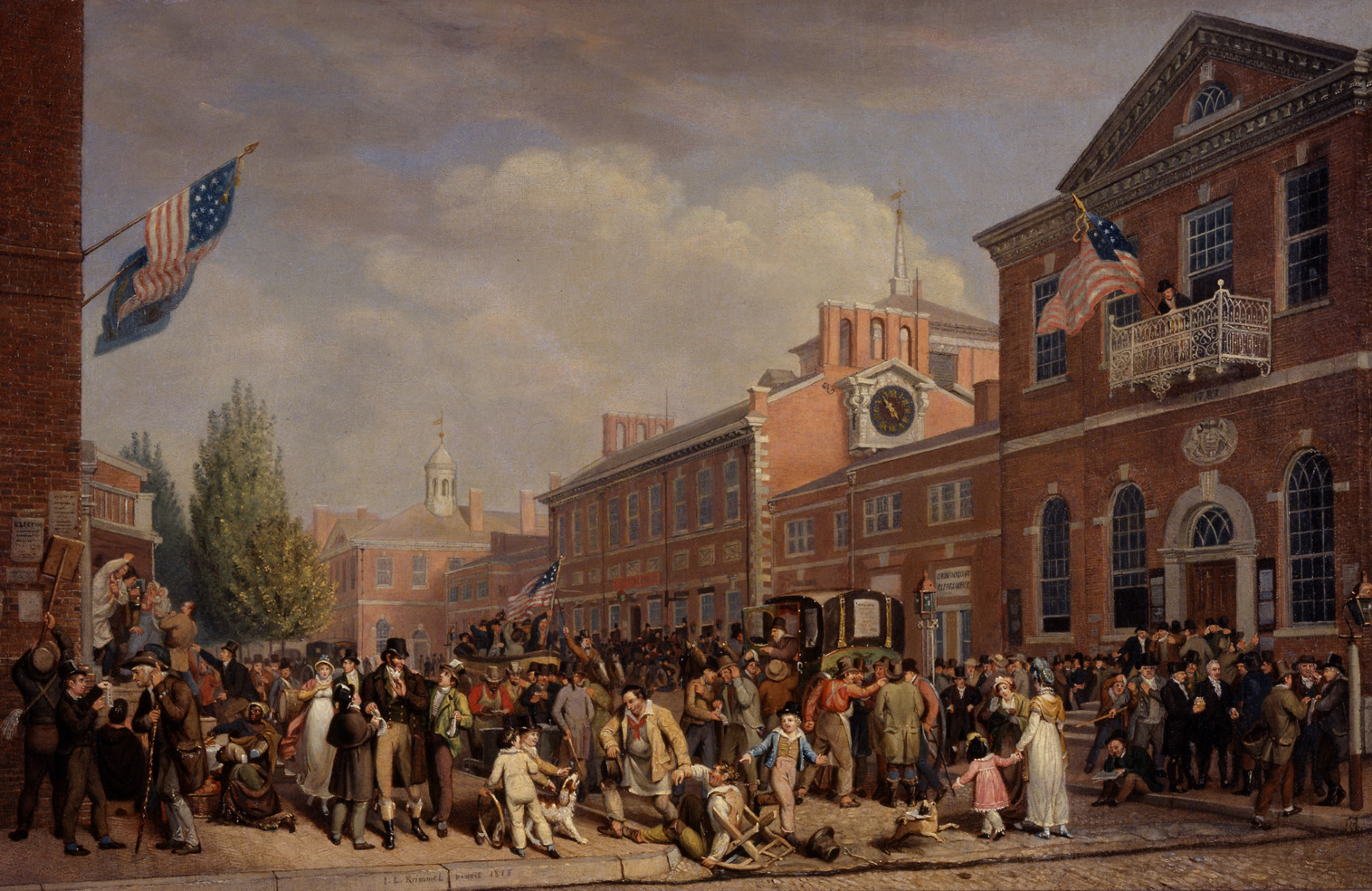
Día de las elecciones de 1815, quizás la obra más famosa del pintor.

Su primera pintura que despertó el interés del público fue Pepper Pot-: Una escena en el mercado de Filadelfia en 1811. Esta pintura al óleo mostraba a una mujer negra con cuencos y la singular sopa picante de Filadelfia que entregaba a los clientes blancos de diferentes edades y clases sociales. Esta escena de género fue seguida por muchas más en sus cuadernos de bocetos y lienzos como Blind Man Buff (1814) y Country Wedding (1814).
Pavel Svinin, un escritor y artista ruso estando en una misión diplomática en Filadelfia compró entre 1811 y 1813 cerca de 14 de estos bocetos y las presentó en Rusia como pinturas suyas, junto con otras realizadas por él de típicas escenas americanas. Las fotografías de la «cartera Svinin» incluyen Black People's Prayer Meeting, Deck Life on One of Fulton's Steamboats y Morning in Front of Arch Street Meeting House, que representaba cuáqueros con sus mejores galas. La «cartera Svinin» es ahora propiedad del Museo Metropolitano de Arte de Nueva York. Aunque previamente fue atribuida la obra a Svinin, las acuarelas son generalmente atribuidas a Krimmel. Las obras de Krimmel todavía se reproducen en libros de texto, obras históricas y revistas. Día de las elecciones de 1815, es quizás, su pintura más conocida, y que mejor ilustra la capacidad del pintor en individualizar la multitud con observaciones humorísticas.

## Galería de las acuarelas en el Museo Metropolitano de Arte

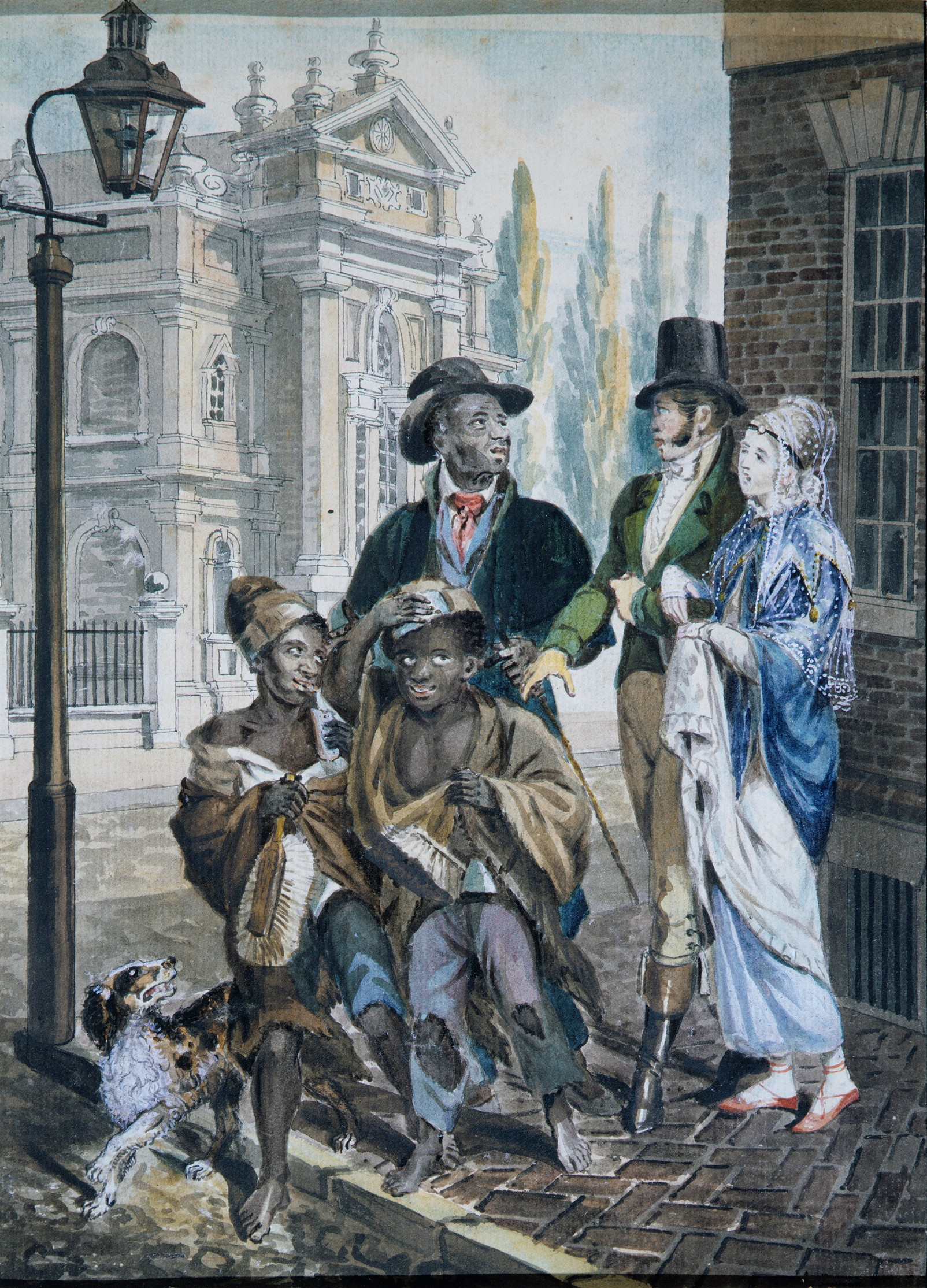
"Worldly Folk" Questioning Chimney Sweeps and Their Master before Christ Church, Philadelphia
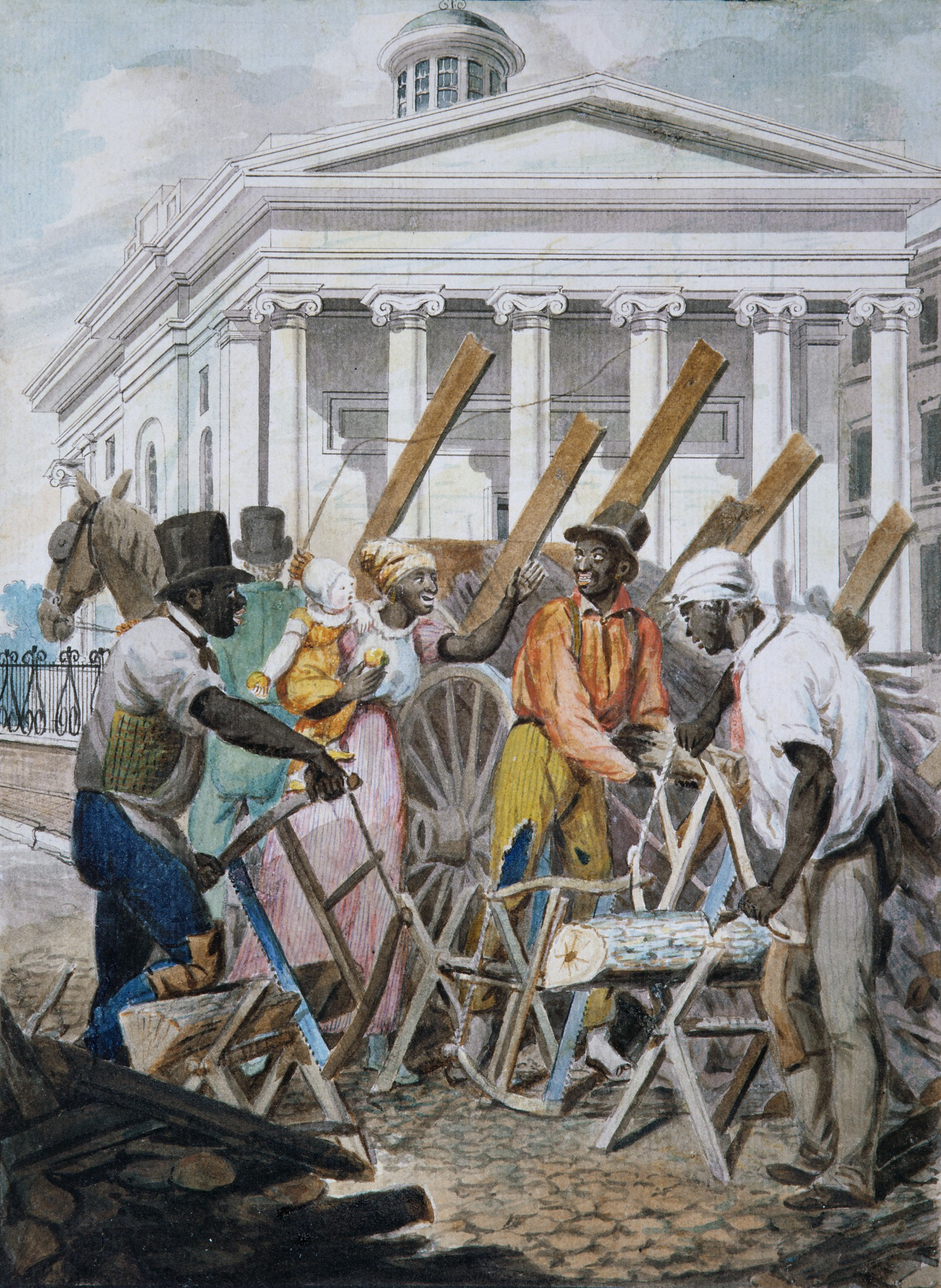
Black Sawyers Working in front of the Bank of Pennsylvania, Philadelphia
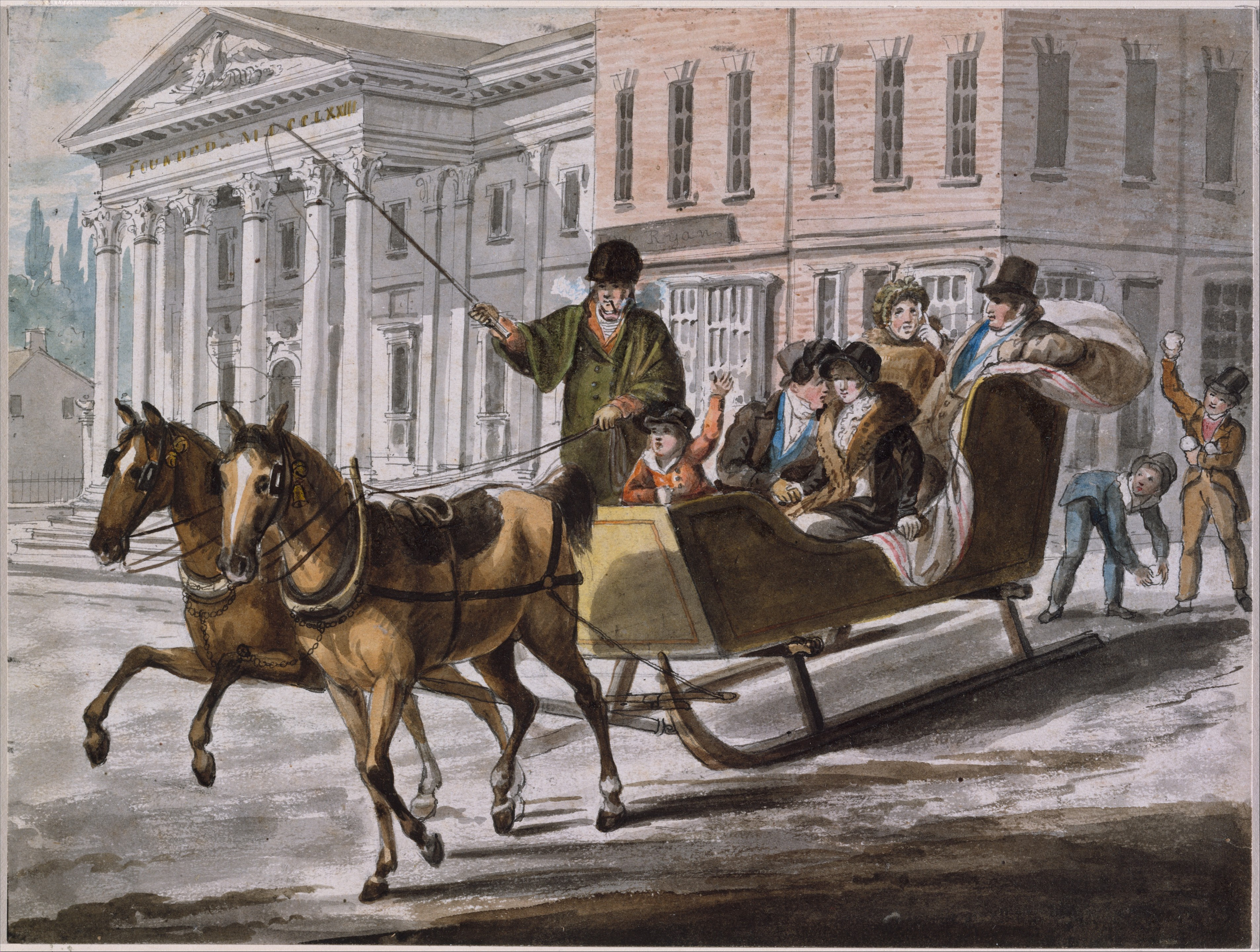
Winter Scene in Philadelphia—The Bank of the United States in the Background
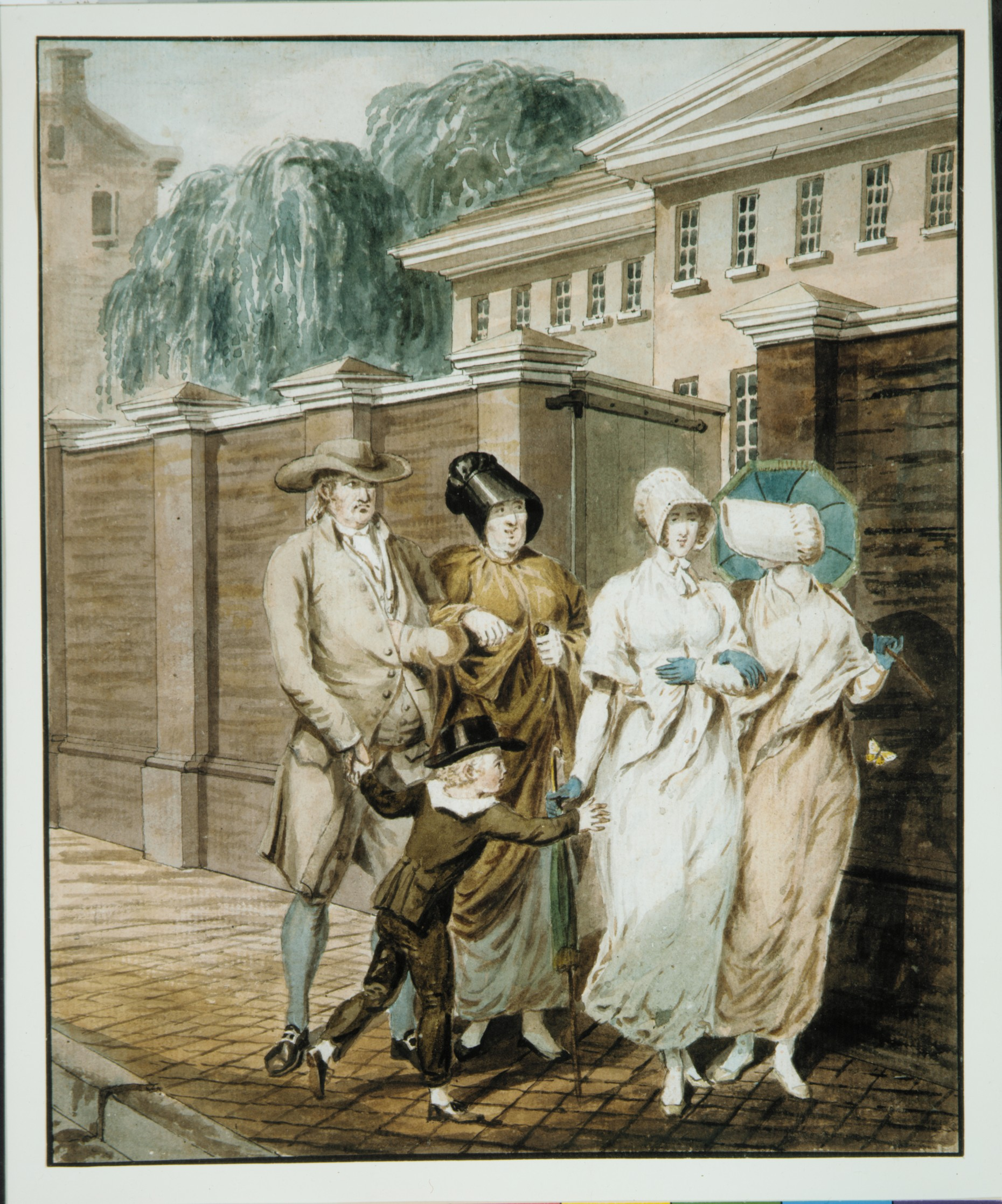
Sunday Morning in front of the Arch Street Meeting House, Philadelphia
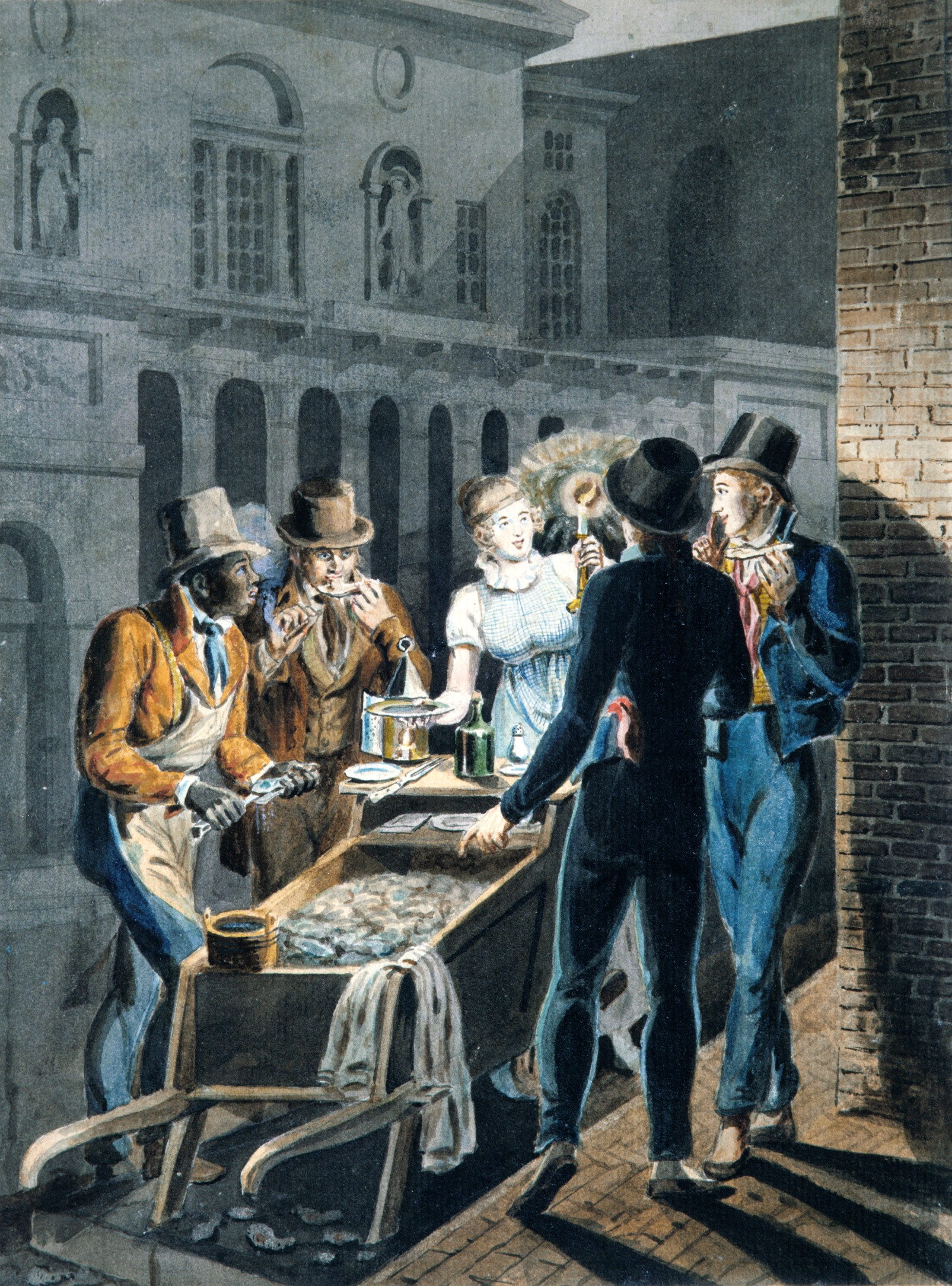
Nightlife in Philadelphia—an Oyster Barrow in front of the Chestnut Street Theater
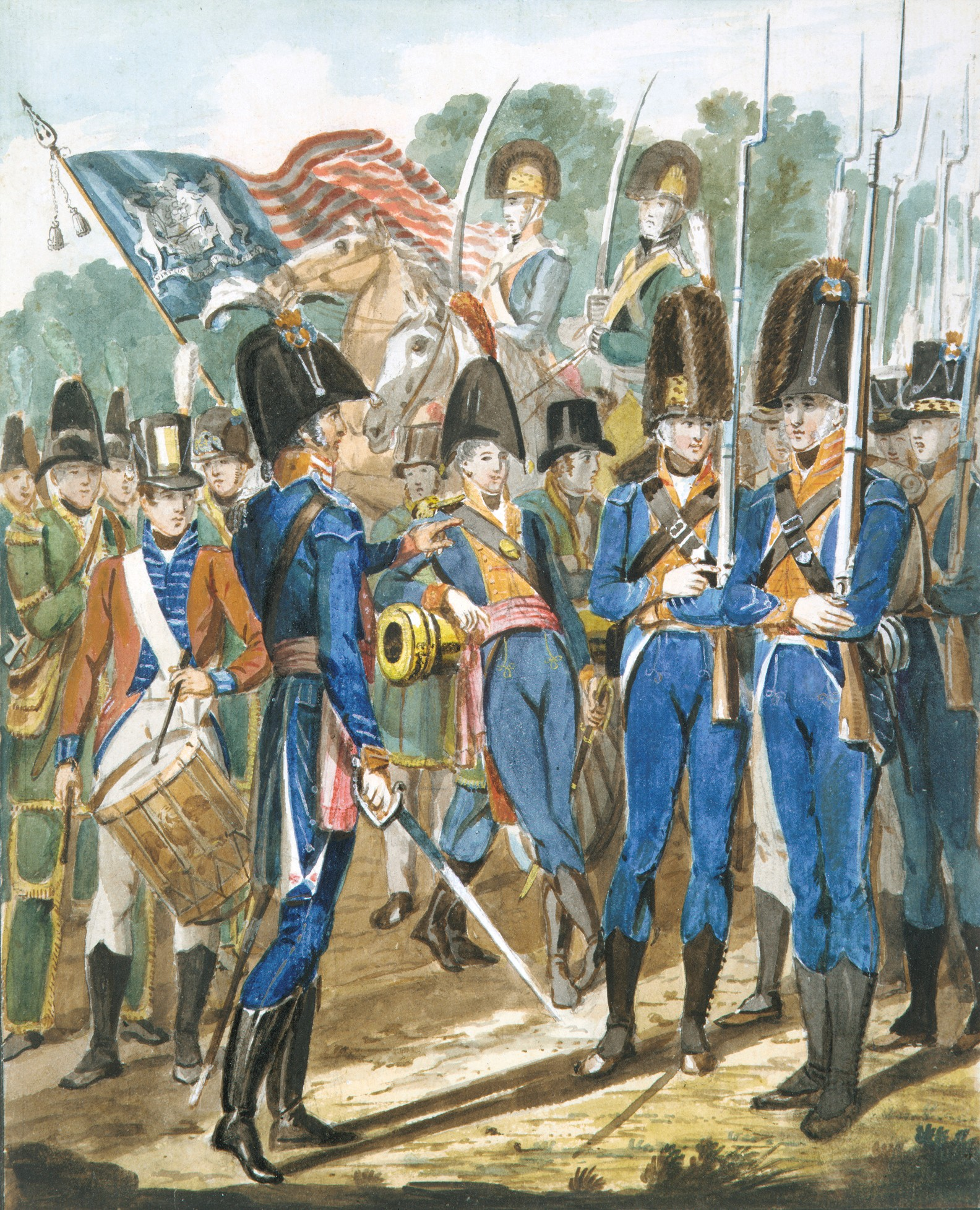
Members of the City Troop and Other Philadelphia Soldiery
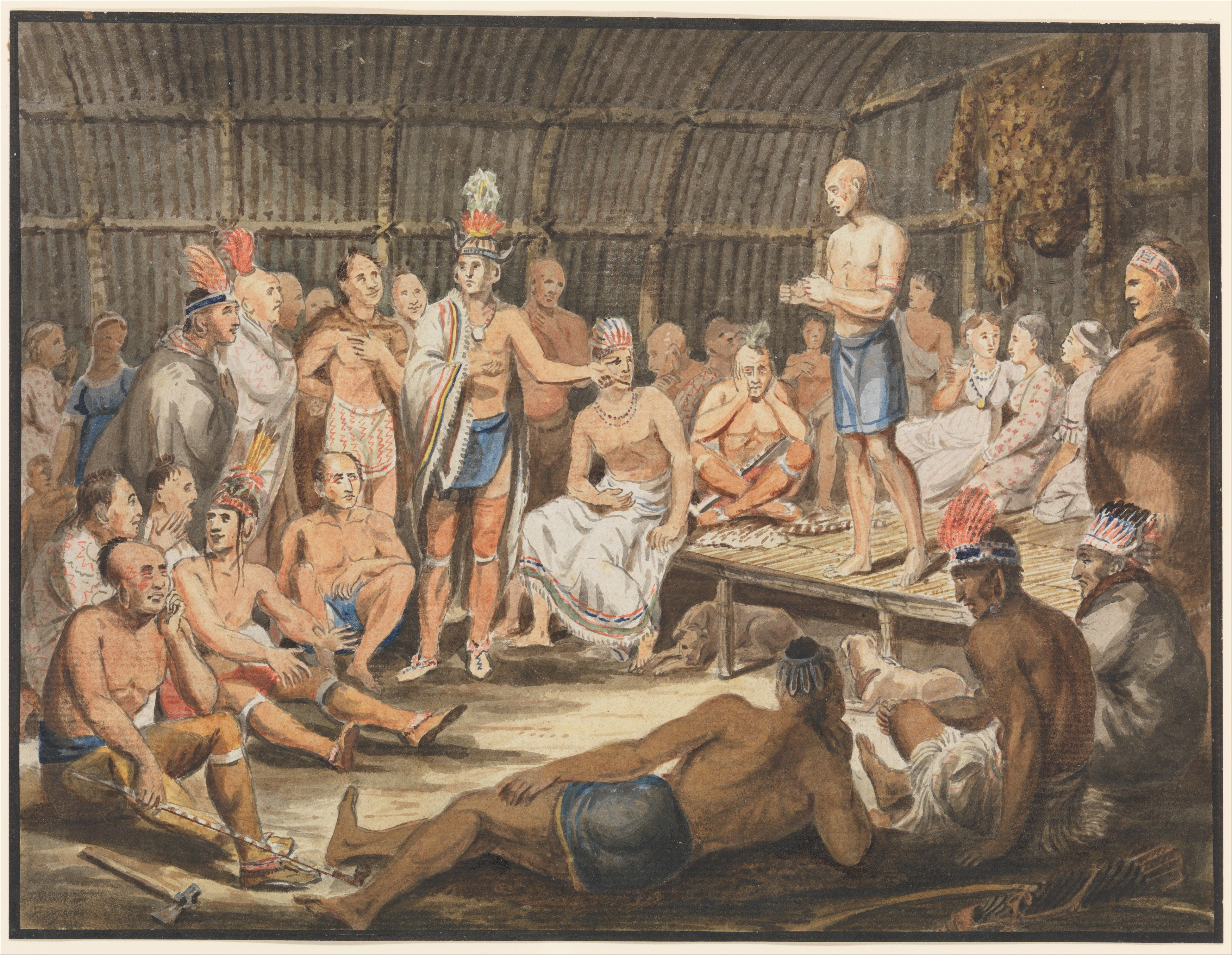
Exhibition of Indian Tribal Ceremonies at the Olympic Theater, Philadelphia
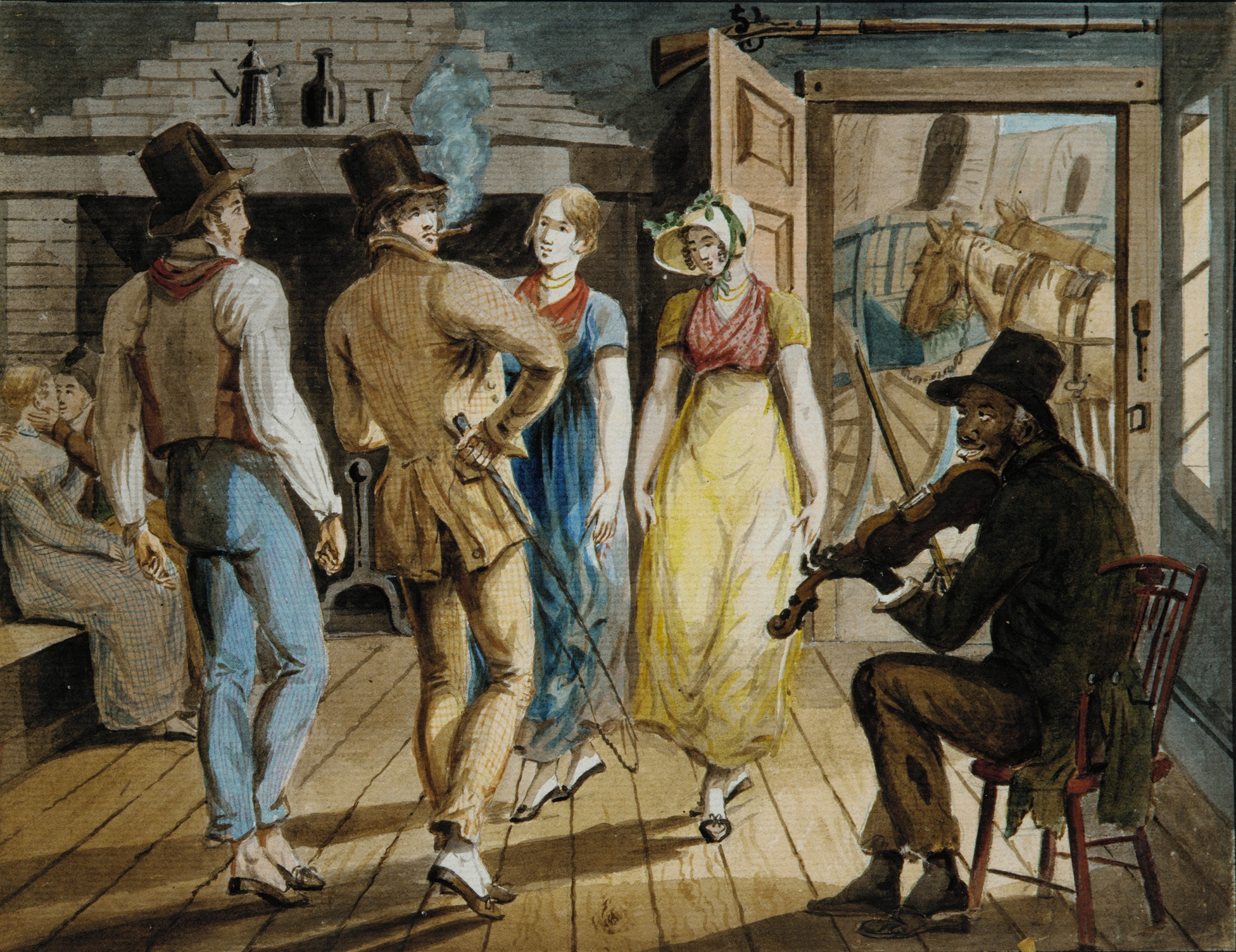
Merrymaking at a Wayside Inn